# Peredilla
 (septembre 2021).
Peredilla est une commune d'Espagne dans la province de León, communauté autonome de Castille-et-León. Elle comptait environ 75 habitants en 2019.

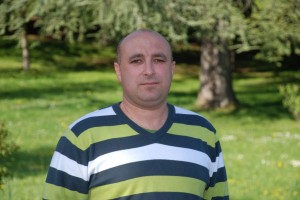
Maire de Peredilla, Gustavo Alfonso Tuñón